# Chozas de Abajo
Chozas de Abajo település Spanyolországban, León tartományban. Lakosainak száma 2678 fő (2024).

## Földrajza
Chozas de Abajo Valverde de la Virgen, Santovenia de la Valdoncina, Onzonilla, Vega de Infanzones, Ardón, Valdevimbre, San Pedro Bercianos, Bustillo del Páramo, Villadangos del Páramo és Campo de Villavidel községekkel határos.

## Népesség
A település lakosságának változását az alábbi diagram mutatja:
| Lakosok száma | 2111 | 2001 | 2273 | 2419 | 2415 | 2449 | 2553 | 2581 | 2625 | 2678 |
|               | 2001 | 2004 | 2007 | 2009 | 2012 | 2014 | 2017 | 2019 | 2022 | 2024 |